# Superzásady
Superzásady jsou chemické sloučeniny s velmi vysokými afinitami vůči protonům. Mohou být využity v organické syntéze.
Superzásady jsou známy a používány od poloviny 19. století.

## Definice a rozdělení
Mezinárodní unie pro čistou a užitou chemii definuje superzásadu jako „sloučeninu s velmi vysokou zásaditostí, jako je například diisopropylamid lithný“. Superzásady se často rozdělují do dvou skupin, na organické a organokovové.
Organické superzásady jsou sloučeniny s neutrálními molekulami se zásaditostí vyšší než u 1,8-bis(dimethylamino)naftalenu (pKBH+ v MeCN = 18,6). Podle obdobné definice jde o sloučeniny s absolutní protonovou afinitou a se zásaditostí v plynném skupenství vyšší než u 1,8-bis(dimethylamino)naftalenu (APA = 1027 kJ/mol), GB = 1000 kJ/mol).
K běžným superzásadám patří amidiny, guanidin, a fosfazeny. Jejich sílu lze různými postupy upravovat, čímž se stabilizuje konjugovaná kyselina, až k teoretickým mezím zásaditosti.
Organokovové superzásady se připravují reakcemi alkoxidů alkalických kovů s organolithnými sloučeninami.

### Organické superzásady

Protonace Verkadeovy zásady, jejíž konjugovaná kyselina má pK_{a} v acetonitrilu 32,9.

Organické superzásady jsou obvykle elektricky neutrální sloučeniny dusíku, kde dusík slouží jako akceptor protonů. Do této skupiny patří fosfazeny, fosfiny, amidiny, a guanidiny. Definici superzásady splňují také bispidiny.
Mezi superzásady lze rovněž zařadit polycyklické polyaminy, jako je DABCO. Silnými organickými zásadami jsou také fosfiny a karbodifosforany.
Přes vysokou protonovou afinitu jsou mnohé organické superzásady jen slabými nukleofily.
Superzásady se využívají jako organokatalyzátory.

### Organokovové superzásady

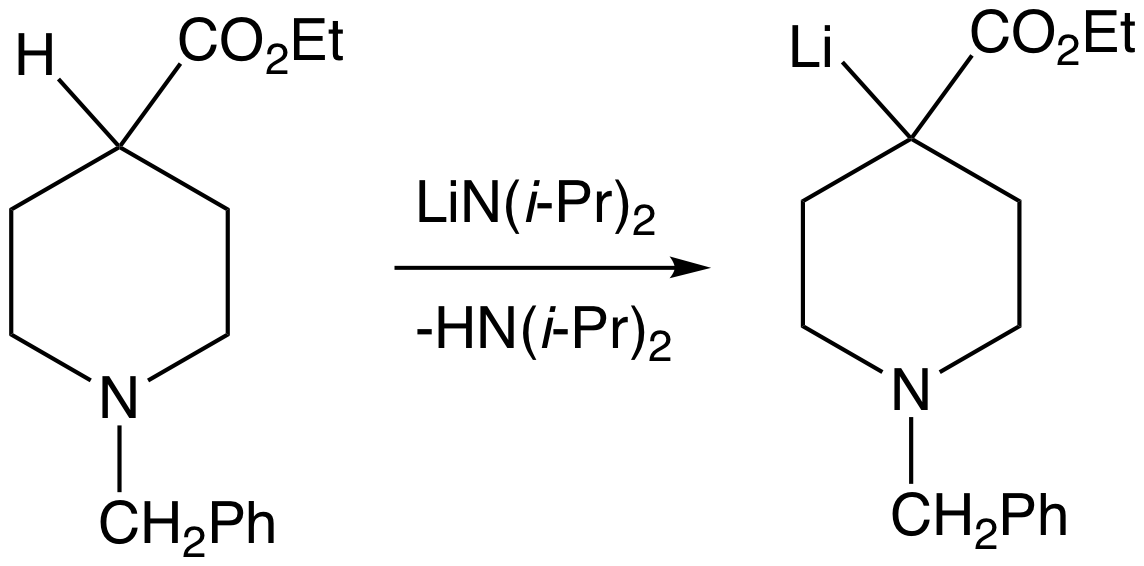
Deprotonace diisopropylamidem lithným

Organokovové sloučeniny elektropozitivních kovů se chovají jako superzásady, ale zpravidla jsou silnými nukleofily. Patří sem například organolithné a organohořečnaté (Grignardova činidla) sloučeniny. Organokovovými superzásadami jsou také heterocykly, u kterých je vodík vázaný na heteroatom (například kyslík u cyklických alkoxidů nebo dusík u amidů, jako je diisopropylamid lithný) nahrazen atomem kovu.
Schlosserova zásada, směs n-butyllithia a terc-butoxidu draselného, se často řadí mezi superzásady. Butyllithium s terc-butoxidem draselným vytváří směs, jež má větší reaktivitu než kterákoliv z jejích složek.

### Anorganické superzásady
Anorganické superzásady jsou obvykle soli nebo jím podobné sloučeniny s malými anionty, například hydrid lithný, hydrid draselný, a hydrid sodný. Tyto látky bývají nerozpustné, jejich povrchy jsou ale značně reaktivní a suspenze mívají využití v organické syntéze. Oxid cesný je podle kvantově chemických výpočtů nejsilnější známou zásadou.